# (2889) Brno
(2889) Brno (1981 WT1) – planetoida z grupy pasa głównego asteroid okrążająca Słońce w ciągu 5,26 lat w średniej odległości 3,02 j.a. Odkryta 17 listopada 1981 roku.